# پیتر اوتربریج
پیتر اوتربریج (انگلیسی: Peter Outerbridge؛ زادهٔ ۳۰ ژوئن ۱۹۶۶) یک هنرپیشه اهل کانادا است. وی از سال ۱۹۹۰ میلادی تاکنون مشغول فعالیت بوده‌است.
از فیلم‌ها یا برنامه‌های تلویزیونی که وی در آن نقش داشته‌است می‌توان به اره ۶، شماره شانس اسلوین، بهتر از شکلات، رقابت سرد و جن‌زده اشاره کرد.